# Loraine (Texas)
Loraine è un comune (town) degli Stati Uniti d'America della contea di Mitchell nello Stato del Texas. La popolazione era di 602 abitanti al censimento del 2010.

## Geografia fisica
Loraine è situata a 32°24′25″N 100°42′51″W (32.407039, -100.714098).
Secondo lo United States Census Bureau, la città ha una superficie totale di 2,69 km², dei quali 2,69 km² di territorio e 0 km² di acque interne (0% del totale).

## Società

### Evoluzione demografica
Secondo il censimento del 2010, la popolazione era di 602 abitanti.

### Etnie e minoranze straniere
Secondo il censimento del 2010, la composizione etnica della città era formata dall'85.38% di bianchi, il 2,82% di afroamericani, l'1,33% di nativi americani, lo 0,5% di asiatici, lo 0% di oceanici, l'8,14% di altre razze, e l'1,83% di due o più etnie. Ispanici o latinos di qualunque razza erano il 41,86% della popolazione.